# Robert Anthony Daniels
Robert Anthony Daniels (Windsor, 18 de junho de 1957) é bispo de Grand Falls.
Robert Anthony Daniels foi ordenado sacerdote em 7 de maio de 1983.
Em 21 de setembro de 2004, o Papa João Paulo II o nomeou bispo auxiliar em Londres e bispo titular de Scebatiana. Foi ordenado bispo pelo bispo de Londres, Ronald Peter Fabbro CSB, em 9 de novembro do mesmo ano; Co-consagradores foram John Michael Sherlock, bispo de Londres, e Richard John Grecco, bispo de Charlottetown.
Ele foi nomeado bispo de Grand Falls em 1º de março de 2011 e foi empossado em 11 de abril do mesmo ano.